# Stelis opercularis
Stelis opercularis är en orkidéart som beskrevs av Carlyle August Luer. Stelis opercularis ingår i släktet Stelis och familjen orkidéer. Inga underarter finns listade i Catalogue of Life.